# Bernhard Bischoff (Kunsthistoriker)
Bernhard Bischoff (* 1973; heimatberechtigt in Thun) ist ein Schweizer Kunsthistoriker, Kunsthändler und Galerist.

## Leben
Bernhard Bischoff wuchs in Thun auf und besuchte das Gymnasium Thun. Er studierte anschliessend Rechtswissenschaften und Kunstgeschichte an der Universität Bern, wo er 2000 die Grundstudien abschloss. Er arbeitete schon während der Studienzeit als freier Kurator und Publizist zahlreicher Zeitungs- und Zeitschriftenartikel und Katalogtexte. 2001 eröffnete er in Thun die Galerie Bernhard Bischoff & Partner, spezialisiert auf zeitgenössische Kunst. Seit 2005 befindet sich die Galerie in Bern, seit 2010 im Progr-Zentrum für Kulturproduktion.
2013 wurde er Partner und Auktionator in der 1864 gegründeten Galerie Kornfeld Auktionen. Bischoff ist der Nachfolger von Eberhard W. Kornfeld.
Als Mitgründer der «videokunst.ch AG» engagierte er sich international für die Vermittlung von Videokunst. Er gestaltete das Programm von 2004 bis 2012. 1998 gründete er den «Verlies Verlag» in Thun; seit 2004 gibt er als Gründer und Herausgeber sporadisch Bücher und Kataloge in der «edition b» heraus.
Bischoff ist oder war Mitglied zahlreicher Gremien, so beispielsweise im Dachverband Kunstmarkt Schweiz, im Verein Berner Galerien, in der Stiftung Kunsthalle Bern oder in der Anne-Marie und Victor Loeb-Stiftung.
Bischoff ist verheiratet, hat zwei Söhne und lebt in Thun.

## Unterrichtstätigkeit (Auswahl)
- Hochschule der Künste Bern (HKB): Workshops zum Kunstmarkt, etwa im CAS Werk- und Nachlassmanagement[11]
- Universität Zürich: Executive Master in Art Market Studies, Vorträge zum Kunstmarkt[12]
- École Cantonale d’Art du Valais (ECAV), Sierre: Workshops Curating Video Art[13][14]

## Publikationen/Textbeiträge (Auswahl)

### Als Herausgeber und Autor
- XX YEARS, 20 Jahre Galerie Bernhard Bischoff & Partner. edition b, Bern 2021, ISBN 978-3-9525563-0-6.
- X YEARS, 10 Jahre Galerie Bernhard Bischoff & Partner. edition b, Bern 2011, ISBN 978-3-033-03135-7.
- Looping Memories – Video Art from Switzerland. Katalog zur gleichnamigen Ausstellung in der Fundacio Sunol, Barcelona. Verlag Henze & Ketterer, Wichtrach/Bern 2010, ISBN 978-3-906128-41-2.
- Looping Memories, Arbeiten aus einer Schweizer Videokunstsammlung. Katalog zur gleichnamigen Ausstellung in Bern und Karlsruhe. Verlag Galerie Henze & Ketterer, Wichtrach/Bern 2009, ISBN 978-3-906128-39-9.
- Eclipsing Binaries, Laurent Schmid. edition b, Bern 2007, ISBN 3-907591-50-X.
- Paris-Tokyo, Erich Weiss. Katalog zur gleichnamigen Ausstellung in der Galerie Bernhard Bischoff, Thun. edition b, Bern 2004, ISBN 3-907591-36-4.
- TsunamiRichmond – Pete & Mary, Andrea Crosa. Katalog zur gleichnamigen Ausstellung in der Galerie Bernhard Bischoff Thun. edition b, Bern 2004, ISBN 3-907591-35-6.
- I Need You. Zum Zusammenspiel zwischen Kunst und Publikum. Centre PasquArt, Biel. Verlag PasquArt, Biel 2004, ISBN 3-907638-08-5.
- V.I.P. Very Important Pictures. Katalog zur gleichnamigen Ausstellung in der Kunsthalle Palazzo, Liestal[15]. 2002, ISBN 3-906789-04-7.
- The Brooklyn Queens Trilogy, Erik Dettwiler. report Verlag, Basel 2002, ISBN 3-907591-20-8.
- TV-Dinner, Clare Goodwin, Katalog zur gleichnamigen Ausstellung in der Galerie Bernhard Bischoff, Thun. edition b, Bern 2002, ISBN 3-907591-27-5.
- Vom Zeichnen, Bernhard Huwiler. report Verlag, Basel 2001, ISBN 3-907591-17-8.
- Mess Up Your Mind, Franticek Klossner. Katalog zur gleichnamigen Ausstellung im Kunsthaus Grenchen. 2001, ISBN 3-906747-04-2.
- Nicht nur Schokolade, Center for Contemporary Art Kiev. report Verlag, Basel 2002, ISBN 3-907591-24-0.
- Zeichnungen, Beat Brogle/Markus Schwander. Katalog zur gleichnamigen Ausstellung in der Galerie Bernhard Bischoff. report Verlag, Basel 2002, ISBN 3-907591-25-9.
- Mare Nostrum. Katalog zur gleichnamigen Ausstellung im Palazzo Ferretto/Spaziodellavolta/Palazzo Grillo Cattaneo, Genova. report Verlag, Basel 2000, ISBN 3-907591-11-9.
- Zeitpunkte, 9 KünstlerInnen umkreisen den Zeitbegriff. Katalog zur gleichnamigen Ausstellung. Galerie & Edition René Steiner, Erlach 2000, ISBN 3-906145-05-0.
- Heartbreak Hotel – Vollpension. Katalog zur gleichnamigen Ausstellung, Hotel Beau Rivage, Thun. report Verlag, Basel 1999, ISBN 3-907591-06-2.

### Als Autor
- Bernhard Huwiler, hinundher – rundherum. Vexer Verlag, 2022, ISBN 978-3-907112-62-5.
- Beitrag in: Kommission für Kunst und Architektur des Kantons Bern (Hrsg.): Rope Trick Effects, Laurent Schmid. activeRat, Bern/Genf 2012, ISBN 978-3-9521842-8-8.
- Echoes, Kotscha Reist. Revolver Publishing, Berlin 2012, ISBN 978-3-86895-239-1.
- Beitrag in: Gisela Hochuli, Konrad Tobler (Hrsg.): Berner Almanach Performance. Edition Atelier, Bern 2012, ISBN 978-3-9523742-7-6.
- Beitrag in: Dolores Denaro: Felicità, Freude, Glück und Emotionen in der zeitgenössischen Kunst. Katalog zur gleichnamigen Ausstellung. Centre PasquArt Biel. Verlag für moderne Kunst, Nürnberg 2010, ISBN 978-3-86984-120-5.
- Beitrag in: Johannes M. Hedinger, Marcus Gossolt (Hrsg.): La réalité dépasse la fiction. Lexikon zur zeitgenössischen Kunst von Com&Com. Katalog zur gleichnamigen Ausstellung im Centre PasquArt Biel. Niggli Verlag, Sulgb, Bern 2007, ISBN 3-907591-50-X.
- Beitrag in: Beate Engel: Kunst vor Ort – Die Sadtgalerie Bern 1999–2006. Edition Fink, Zürich 2008, ISBN 978-3-03746-133-4.
- Beitrag in: Walther König: Schwarzes Haus II, Rudolf Blättler. Katalog zur gleichnamigen Ausstellung im Kunstmuseum Luzern. Unikate Verlag, Luzern 2005, ISBN 3-908617-23-5.
- TsunamiStudebaker, Andrea Crosa. Museo d’Arte Contemporanea di Villa Croce, Genova. Katalog zur gleichnamigen Ausstellung. neos edizioni, Genova 2005, ISBN 88-87262-46-2.
- Grenzenlos Erforschen, Kuratieren und Kultureller Austausch im interkulturellen Zeitalter. Goethe-Institut, Tbilisi 2004, ISBN 99940-0-545-6.
- Beitrag in: Gerhard Theewen (Hg.): Humus, Elsbeth Böniger. Salon Verlag, Köln 2004, ISBN 3-89770-220-7.
- I want to Touch the Moon, Ruth Buck. report Verlag, Basel 2003, ISBN 3-907591-32-1.
- Elsbeth Böniger. Katalog zur Ausstellung in der Kunsthalle Bern. report Verlag, Basel 2003, ISBN 3-907591-31-3.
- Beitrag in: Steffan Biffiger: Jakob Jenzer, Eine Monographie. Benteli Verlag, Wabern/Bern 2003, ISBN 3-7165-1333-4.
- go Johnny go, Dominik Stauch Malerei. report Verlag, Basel 2001, ISBN 3-907591-18-6.

### Als Herausgeber
- Diptycha, Samuel Blaser. Katalog zur gleichnamigen Ausstellung in der Galerie Bernhard Bischoff & Partner Bern. edition b, 2013, ISBN 978-3-033-04082-3.
- Die Maske des Narren, Fiscalini/Steiner. Verlies Verlag, Thun 2000, ISBN 3-908716-00-4.